# Ferula oopoda
Ferula oopoda là một loài thực vật có hoa trong họ Hoa tán. Loài này được (Boiss. & Buhse) Boiss. mô tả khoa học đầu tiên năm 1872.